# Leptomantis
A Leptomantis a kétéltűek (Amphibia) osztályába, a békák (Anura) rendjébe és az evezőbéka-félék (Rhacophoridae) családjába tartozó nem. A nem fajait korábban a Rhacophorus nembe sorolták.

## Előfordulásuk
A nembe tartozó fajok Thaiföldön és a Fülöp-szigeteken honosak.

## Rendszerezés
A nembe az alábbi fajok tartoznak:
- Leptomantis angulirostris (Ahl, 1927)
- Leptomantis belalongensis (Dehling & Grafe, 2008)
- Leptomantis bimaculatus Peters, 1867
- Leptomantis cyanopunctatus (Manthey & Steiof, 1998)
- Leptomantis fasciatus (Boulenger, 1895)
- Leptomantis gadingensis (Das & Haas, 2005)
- Leptomantis gauni (Inger, 1966)
- Leptomantis harrissoni (Inger & Haile, 1959)
- Leptomantis malkmusi (Dehling, 2015)
- Leptomantis penanorum (Dehling, 2008)
- Leptomantis pseudacutirostris (Dehling, 2011)
- Leptomantis robinsonii (Boulenger, 1903)
- Leptomantis rufipes (Inger, 1966)